# Mašhad (Izrael)
Mašhad (hebrejsky מַשְׁהַד,arabsky مشهد, v oficiálním přepisu do angličtiny Meshhed, přepisováno též Mashhad nebo Mashhed) je místní rada (malé město) v Izraeli, v Severním distriktu.

## Geografie
Leží v nadmořské výšce 348 metrů v Dolní Galileji, na severním okraji pohoří Harej Nacrat (Nazaretské hory), které jihovýchodně od obce graduje vrcholem Har Jona. Na západním okraji města stojí pahorek Tel Gat Chefer (viz níže), od kterého se k severozápadu táhne pás volné krajiny začleněný do lesního komplexu Ja'ar Cipori. Severně od města se terén svažuje postupně do údolí Bik'at Tur'an, na jehož okraji zde stojí rozsáhlá průmyslová zóna Ciporit.
Město je situováno cca 5 kilometrů od centra Nazaretu, do jehož aglomerace spadá. Mašhad se nachází cca 92 kilometrů severovýchodně od centra Tel Avivu a cca 32 kilometrů jihovýchodně od centra Haify, v hustě osídleném pásu aglomerace Nazaretu, přičemž osídlení v tomto regionu je etnicky smíšené. Vlastní Mašhad obývají izraelští Arabové stejně jako mnohá další sídla v této aglomeraci, která ale obsahuje i židovská města (Nazaret Illit). Město je na dopravní síť napojeno pomocí východozápadních dálkových tahů dálnice číslo 77 a dálnice číslo 79 a dále četnými místními komunikacemi v rámci aglomerace Nazaretu.

## Dějiny
Mašhad je arabská obec, ve které byl podle tradice pohřben prorok Jonáš. Na místě jeho hrobu stojí nyní mešita Nebi Junis. Obec navazuje na biblické židovské sídlo Gat Chefer připomínané v Starém zákonu, například v Knize Jozue 19,13 V 18. století byla lokalita osídlena Araby. Název města v arabštině je odvozen od slovního spojení „Hrob svatého muže“.
Mašhad byl stejně jako celá oblast okolo Nazaretu dobyt izraelskou armádou v rámci Operace Dekel během války za nezávislost v červenci roku 1948. Obec pak nebyla na rozdíl od mnoha jiných arabských vesnic dobytých Izraelem vysídlena a zachovala si svůj arabský ráz. Vzhledem k prudkému nárůstu byla roku 1960 povýšena na místní radu (malé město). V Mašhadu fungují dvě základní školy a společně se sousední obcí Rejne je zde provozována střední škola.
V roce 1999 spáchal obyvatel obce sebevražedný teroristický útok v Haifě. Šlo o jeden z prvních případů, kdy sebevražedný atentátník pocházel z řad izraelských Arabů.

## Demografie
Mašhad je etnicky zcela arabské město. Podle údajů z roku 2005 tvořili muslimští Arabové 100 % populace. Jde o menší sídlo městského charakteru, třebaže zejména na okrajích obce je zástavba spíše vesnického typu. K 31. prosinci 2015 zde žilo 7900 lidí.
| Rok            | 1922 | 1945 | 1949 | 1961  | 1972  | 1980  | 1983  | 1990  | 1993  | 1994  | 1995  | 1996  | 1997  | 1998  | 1999  | 2000  |
| -------------- | ---- | ---- | ---- | ----- | ----- | ----- | ----- | ----- | ----- | ----- | ----- | ----- | ----- | ----- | ----- | ----- |
| Počet obyvatel | 456  | 660  | 823  | 1 300 | 2 100 | 3 000 | 3 300 | 4 400 | 5 000 | 5 200 | 5 300 | 5 400 | 5 600 | 5 800 | 5 900 | 6 100 |

| Rok            | 2001  | 2002  | 2003  | 2004  | 2005  | 2006  | 2007  | 2008  | 2009  | 2010  | 2011  | 2012  | 2013  | 2014  | 2015  |
| -------------- | ----- | ----- | ----- | ----- | ----- | ----- | ----- | ----- | ----- | ----- | ----- | ----- | ----- | ----- | ----- |
| Počet obyvatel | 6 300 | 6 400 | 6 500 | 6 600 | 6 700 | 6 900 | 7 000 | 7 204 | 7 057 | 7 200 | 7 300 | 7 400 | 7 600 | 7 700 | 7 900 |